# Puchar Narodów Afryki 2025 (kwalifikacje)/Grupa F
Grupa F jest jedną z dwunastu grup eliminacji do turnieju o Puchar Narodów Afryki 2025. Składa się z czterech wymienionych niżej reprezentacji:
- Ghana
- Angola
- Sudan
- Niger

## Tabela
| Lp. | Drużyna    | M | Z | R | P | B+ | B- | +/– | Pkt | Kwalifikacja      |
| --- | ---------- | - | - | - | - | -- | -- | --- | --- | ----------------- |
| 1   | Angola (A) | 6 | 4 | 2 | 0 | 7  | 2  | +5  | 14  | Awans na PNA 2025 |
| 2   | Sudan (A)  | 6 | 2 | 2 | 2 | 4  | 6  | −2  | 8   | Awans na PNA 2025 |
| 3   | Niger (E)  | 6 | 2 | 1 | 3 | 7  | 6  | +1  | 7   |                   |
| 4   | Ghana (E)  | 6 | 0 | 3 | 3 | 3  | 7  | −4  | 3   |                   |

|        | Ghana | Angola | Sudan | Niger |
| ------ | ----- | ------ | ----- | ----- |
| Ghana  | X     | 0:1    | 0:0   | 1:2   |
| Angola | 1:1   | X      | 2:1   | 2:0   |
| Sudan  | 2:0   | 0:0    | X     | 1:0   |
| Niger  | 1:1   | 0:1    | 4:0   | X     |

## Mecze

### Kolejka 1
| 4 września 2024 21:00 CEST | Sudan · Eisa 51' | 1:0(0:0)Raport | Niger | Juba Stadium, Dżuba (Sudan Południowy) Sędzia: Jean Pierre Nguiene |
|                            |                  |                |       |                                                                    |

| 5 września 2024 18:00 CEST | Ghana | 0:1(0:0)Raport | Angola · 90+3' Felício Milson | Baba Yara Stadium, Kumasi Sędzia: Samuel Uwikunda |
|                            |       |                |                               |                                                   |

### Kolejka 2
| 9 września 2024 17:00 CEST | Niger · Sako 81' | 1:1(0:1)Raport | Ghana · 44' Seidu | Stade Municipal de Berkane, Berkane (Maroko) Sędzia: Lamin Jammeh |
|                            |                  |                |                   |                                                                   |

| 8 września 2024 21:00 CEST | Angola · Mabululu 51' (k.) · Nteka 81' | 2:1(0:0)Raport | Sudan · 55' Karshoum | Estádio 11 de Novembro, Luanda Sędzia: Jalal Jayed |
|                            |                                        |                |                      |                                                    |

### Kolejka 3
| 11 października 2024 18:00 CEST | Ghana | 0:0(0:0)Raport | Sudan | Ohene Djan Sports Stadium, Akra Sędzia: Patrice Milazar |
|                                 |       |                |       |                                                         |

| 11 października 2024 21:00 CEST | Angola · Mabululu 75' (k) · Milson 85' | 2:0(0:0)Raport | Niger | Estádio 11 de Novembro, Luanda Sędzia: Pierre Atcho |
|                                 |                                        |                |       |                                                     |

### Kolejka 4
| 14 października 2024 15:00 CEST | Sudan · Al-Tash 62' · Abdelrahman 65' | 2:0(0:0)Raport | Ghana | Stadion Męczenników Lutego, Bengazi (Libia) Sędzia: Mehrez Melki |
|                                 |                                       |                |       |                                                                  |

| 15 października 2024 18:00 CEST | Niger | 0:1(0:1)Raport | Angola · 1' Zini | Stade Larbi Zaouli, Casablanca (Maroko) Sędzia: Adalbert Diouf |
|                                 |       |                |                  |                                                                |

### Kolejka 5
| 14 listopada 2024 17:00 CET | Niger · Sosah 6', 45+3' (k) · Oumarou 29' · Badamassi 51' | 4:0(3:0)Raport | Sudan | Stade de Kégué, Lome (Togo) Sędzia: Ahmad Heeralall |
|                             |                                                           |                |       |                                                     |

| 15 listopada 2024 20:00 CET | Angola · Zini 64' | 1:1(0:1)Raport | Ghana · 18' Ayew | Estádio 11 de Novembro, Luanda Sędzia: George Gatogato |
|                             |                   |                |                  |                                                        |

### Kolejka 6
| 18 listopada 2024 17:00 CET | Sudan | 0:0(0:0)Raport | Angola | Stadion Męczenników Lutego, Bengazi (Libia) Sędzia: Adissa Ligali |
|                             |       |                |        |                                                                   |

| 18 listopada 2024 17:00 CET | Ghana · Afriyie 67' | 1:2(0:1)Raport | Niger · 22' Badamassi · 90+2' Sako | Ohene Djan Sports Stadium, Akra Sędzia: Rurisa Fidele |
|                             |                     |                |                                    |                                                       |

## Strzelcy

### 2 gole
- Felício Milson
- Mabululu
- Zini
- Ousseini Badamassi
- Oumar Sako
- Daniel Sosah

### 1 gol
- Randy Nteka
- Jeremia Afriyie
- Jordan Ayew
- Alidu Seidu
- Youssouf Oumarou
- Mohamed Abdelrahman
- Ahmed Al-Tash
- Abo Eisa
- Mustafa Karshoum